# 原子番号
原子番号（げんしばんごう、英語: atomic number）とは、核種を区別する量の一つで、原子核の中にある陽子の個数である。電荷を帯びていない中性原子においては、原子中の電子の数に等しい。通常は記号 Z で表されるが、これは「数」や「番号」を表すドイツ語: Zahl の頭文字から来ている。現在、元素の正式名称が決定している最大の原子番号はオガネソンの118である。
原子番号は元素の種類と対応しており、元素記号から原子番号が一意に決まるため、通常書くことはないが、明示する場合は元素記号の左に下付き添え字で書く。例えば、炭素の場合は
6C
で表す。
原子番号は原子中の陽子と中性子の数の合計である質量数と密接に関連している。
負の数の原子番号もある（H:反水素は-1、He:反ヘリウムは-2）。また、電子や中性子の原子番号はゼロである。

## 歴史
元来、原子番号は周期表においてある元素の位置を示す番号のことであった。メンデレーエフによって元素がグループ化されたとき、元素を厳密に原子量の順で並べると、一部に元素の性質とのミスマッチが生じた。ヨウ素（原子番号53、原子量126.9）とテルル（原子番号52、原子量127.6）は順番を入れ替えることによって、周期表上の位置が示唆する化学的性質とより一層適合していた。
この不規則性は1913年にモーズリーによって説明された。彼は元素のX線回折スペクトルとその元素の周期表上の正しい位置との厳密な関係を発見した。のちに、原子番号が原子核の電荷と対応していることが分かった。